# Chinoscopus maculipes
Chinoscopus maculipes là một loài nhện trong họ Salticidae.
Loài này thuộc chi Chinoscopus. Chinoscopus maculipes được Crane miêu tả năm 1943.